# 奎妮·阿倫
奎妮·瑪麗·阿倫（英語：Queenie Mary Allen，1911年12月—2007年8月2日），婚後名奎妮·韋伯（Queenie Webber），是一名英格蘭羽球運動員。
奎妮·阿倫是1940年代和1950年代最重要的英格蘭羽球運動員之一。她曾經贏得了丹麥羽球公開賽、蘇格蘭羽球公開賽、南非羽球錦標賽、愛爾蘭羽球公開賽和法國羽球公開賽的冠軍。在全英羽毛球公开锦标赛，她曾經輸掉了五次決賽，但在1949年與貝蒂·優霸一起贏得女子雙打冠軍。
2007年，她在蘇塞克斯郡去世，享壽95歲。